# Chiesa della Madonna della Neve (San Bartolomeo al Mare)
La chiesa della Madonna della Neve è un luogo di culto cattolico situato nel comune di San Bartolomeo al Mare, in piazza della Chiesa, in provincia di Imperia. La chiesa è sede della parrocchia omonima del vicariato di Diano Marina della diocesi di Albenga-Imperia.

## Storia e descrizione
Sita nella borgata di Pairola, la chiesa fu realizzata nel corso del Seicento.
L'adiacente campanile è stato realizzato tra il 1754 e il 1773 ad opera dell'architetto Filippo Marvaldi.
All'interno della chiesa è conservata una statua in legno policromo raffigurante la Madonna della Neve, acquistata nel 1770, un omonimo affresco attribuibile alla mano del pittore Tommaso Carrega di Porto Maurizio e un portale in ardesia scolpito ritraente la Madonna col Bambino.